# Берингов проезд
Бе́рингов проезд — небольшая улица на севере Москвы в районе Свиблово Северо-Восточного административного округа. Находится между улицей Амундсена и Енисейской улицей. Назван в 1964 году в честь знаменитого мореплавателя Витуса Беринга (1681—1741), в честь которого впоследствии были названы Берингов пролив и Берингово море (по предложению английского мореплавателя Джеймса Кука). Прежнее название Железнодорожная улица бывшего города Бабушкин — одно из многих одноимённых — заменили при расширении Москвы.

## Расположение
Берингов проезд начинается от улицы Амундсена недалеко от Снежной улицы и станции метро «Свиблово» проходит на восток, справа на него выходит Сибиряковская улица, оканчивается на Енисейской улице.

## Учреждения и организации
- Дом 1 — Государственная земельная инспекция г. Москвы СВАО; Городской центр жилищных субсидий ГУ, Районный отдел № 76 Свиблово;
- Дом 3, секция 8 — Главное бюро медико-социальной экспертизы г. Москвы, филиал № 63;
- Дом 3 — «Спецжилремонт» № 3; ДЕЗ СВАО «Свиблово»; Спортивно-досуговый центр «Кентавр», филиал «Радуга-Свиблово»; телевидение «Инфокос»; Издательство «Спец-Адрес», мебельный магазин «Ливас», многопрофильная клиника «Лучший доктор»;
- Дом 5 — Жилищно-эксплуатационная контора СВАО «Свиблово».